# لوبتاو
لوبتاو (به آلمانی: Löbtau) یک منطقهٔ مسکونی در آلمان است که در درسدن واقع شده‌است. لوبتاو ۱۹٬۲۳۰ نفر جمعیت دارد.